# أتيليو فونتانا
أتيليو فونتانا (بالإيطالية: Attilio Fontana)‏ هو سياسي إيطالي، ولد في 28 مارس 1952 في فاريزي في إيطاليا. حزبياً، نشط في رابطة الشمال. وقد انتخب رئيس لومباردي ‏ وانتخب عمدة.